# Hódmezővásárhely
Hódmezővásárhely é uma cidade e um condado urbano (megyei jogú város em húngaro) da Hungria. Hódmezővásárhely está localizada no condado de Csongrád-Csanád.
Pertence à rede das Cidades Cittaslow.